# Dysgnathia nigropunctata
Dysgnathia nigropunctata är en fjärilsart som beskrevs av Bethune-Baker 1906. Dysgnathia nigropunctata ingår i släktet Dysgnathia och familjen nattflyn. Inga underarter finns listade i Catalogue of Life.